# Любиша Стефанович
Любиша Стефанович (на сърбохърватски: Ljubiša Stefanović / Љубиша Стефановић) е югославски футболист, защитник.

## Кариера
Стефанович прекарва три сезона в шампионата на Югославия във Вардар, Единство и БСК, след което заминава за Франция. Кариерата му продължава до 1939 г. в пет различни отбора от Лига 1 на френския шампионат.

### Национален отбор
Като част от югославския национален отбор, Стефанович участва на първата Световна купа в Уругвай. Играе 3 мача на турнира и приятелски мач срещу Аржентина след шампионата.